# Almagest

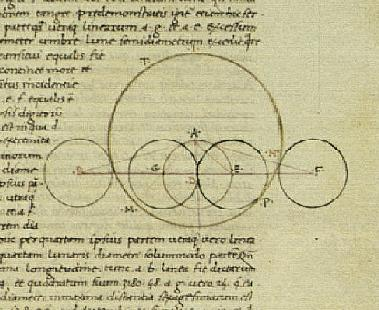
En sida ur Trebizonds översättning (1451).

Almagest är ett berömt arbete av den grekiske astronomen Klaudios Ptolemaios som publicerades ungefär år 140 e. Kr. Almagest innehåller en sammanfattning av vad den grekiska astronomin vid denna tidpunkt kommit fram till. I arbetet framställer Ptolemaios sin teori för himlakropparnas rörelser och undersökningar rörande en mängd andra viktiga astronomiska frågor. Den innehåller även en kordatabell och en stjärnkatalog.

## Stjärnbilderna i verket
I Almagest listar Ptolemaios 48 stjärnbilder. De är följande:

- Altaret
- Andromeda
- Björnvaktaren
- Bägaren
- Cassiopeja
- Cepheus
- Delfinen
- Draken
- Fiskarna
- Floden Eridanus
- Haren
- Herkules
- Jungfrun
- Kentauren
- Korpen
- Kräftan
- Kusken
- Lejonet
- Lilla björnen
- Lilla hunden
- Lilla hästen
- Lyran
- Norra kronan
- Orion
- Ormbäraren
- Ormen
- Oxen
- Pegasus
- Perseus
- Pilen
- Skeppet Argo
- Skorpionen
- Skytten
- Stenbocken
- Stora björnen
- Stora hunden
- Svanen
- Södra fisken
- Södra kronan
- Triangeln
- Tvillingarna
- Valfisken
- Vargen
- Vattenormen
- Vattumannen
- Vågen
- Väduren
- Örnen

## Innehåll
Almagest bestod av 13 sektioner som kallades böcker. Eftersom manuskriptet kopierades för hand är det påtagliga skillnader mellan olika upplagor av samma text. Innehållsbeskrivning ska därför ses som en ungefärlig uppdelning av böckerna i verket. Beskrivningen utgår från 1515 års latinska upplaga som trycktes i Venedig av Petrus Lichtenstein.
- Bok I behandlar Aristoteles kosmologi.
- Bok II behandlar de frågeställningar som hängde samman med himlakropparnas dagliga rörelser, dagens längd, bestämningen av breddgrad och dagjämningspunkterna.
- Bok III behandlar solens rörelse och årets längd. Hipparchos upptäckt av precessionen förklaras.

- Bok IV och V behandlar månen.
- Bok VI behandlar sol- och månförmörkelser.
- Bok VII och VIII behandlar stjärnornas rörelser, men innehåller också en stjärnkatalog med 1022 stjärnor, som beskriver positionerna i respektive stjärnbild. De ljusstarkaste stjärnorna markerades som tillhörande den första magnituden (m = 1), med de svagaste som är synliga för blotta ögat kategoriserades till sjätte magnituden (m = 6). Varje magnitud var drygt 2 ggr ljusstarkare, vilket gav en logaritmisk skala. Hipparchos tros ha varit upphovsmannen till detta sätt att räkna.
- Bok IX behandlar teorier om den fem synliga planeterna och planeten Merkurius rörelser.
- Bok X behandlar planeterna Venus och Mars rörelser.
- Bok XI behandlar planeterna Jupiter och Saturnus rörelser.
- Bok XII tar upp planeternas retrograda rörelser mot zodiaken.
- Bok XIII behandlar planeternas avvikelser I latitude från ekliptikan.

## Etymologi
Almagest är en latiniserad form av arabiskans al-ma gisti som förmodligen inte är arabiska artikeln al och grekiskans megiste, "den störste", utan en med artikel försedd förkortning av det grekiska megale syntaxis.

## Bildgalleri
- Ptolemaios stjärnkatalog i en upplaga från 1915 av Christian Heinrich Friedrich Peters och Edward Ball Knobel
- Almagestum, latinsk version från 1496
- Almagestum, latinsk version från 1515